# Округ Вокала (Флорида)
Вокала (енгл. Wakulla County) је округ у америчкој савезној држави Флорида. По попису из 2010. године број становника је 30.776.

## Демографија
Према попису становништва из 2010. у округу је живело 30.776 становника, што је 7.913 (34,6%) становника више него 2000. године.
| Група             | 2000.          | 2010.          |
| Белци             | 19.393 (84,8%) | 24.472 (79,5%) |
| Афроамериканци    | 2.631 (11,5%)  | 4.464 (14,5%)  |
| Азијати           | 57 (0,2%)      | 172 (0,6%)     |
| Хиспаноамериканци | 443 (1,9%)     | 1.016 (3,3%)   |
| Укупно            | 22.863         | 30.776         |